# Tirunelveli
Tirunelveli (en tamoul : திருநெல்வேலி ; appelée parfois Nellai (நெல்லை) dans le langage institutionnalisé par les puristes tamouls), autrefois Tinnevelly, est une grande ville du sud de l'Inde situé dans le district de Tirunelveli de l'État du Tamil Nadu.
Sise sur les rives de la Tamraparni, la ville est historiquement divisée entre une ville-centre (Tirunelveli proprement-dite) articulée autour du temple de Nellaiappar, sur la rive gauche du fleuve, et une ville-jumelle autrefois fortifiée et militarisée appelée Palayamkottai, sur la rive droite,. Tirunelveli a connu un fort développement sous les Pandyas après la perte de leur siège historique de Madurai au XIVe siècle, et émerge durant les siècles suivants en tant que carrefour commercial et centre politique et militaire majeur de l'extrême-sud de l'Inde.